# Ruisseau Oskatcickic
Le ruisseau Oskatcickic est cours d’eau douce se déversant sur la rive sud du ruisseau Barras, coulant dans le territoire de la ville de La Tuque, dans la région administrative de la Mauricie, dans la province au Québec, au Canada.
Cette rivière est située entièrement dans le canton de Lindsay.
La foresterie constitue la principale activité économique de cette vallée ; les activités récréotouristiques, en second. Diverses routes forestières secondaires accommodent les activités récréotouristiques et la foresterie de la rive est du réservoir Gouin. Ces routes forestières se connectent à l'est à la route 451 qui dessert la rive est du réservoir Gouin et relie au sud-est le barrage Gouin.
La surface du ruisseau Oskatcickic est habituellement gelée de la mi-novembre à la fin avril, toutefois la circulation sécuritaire sur la glace se fait généralement du début décembre à la fin de mars. La gestion des eaux au barrage Gouin peut entrainer des variations significatives du niveau de l’eau à son embouchure particulièrement en fin de l’hiver où l’eau est abaissée en prévision de la fonte printanière.

## Géographie
Les principaux bassins versants voisins du ruisseau Oskatcickic sont :
- côté nord : ruisseau Barras, lac Barras, ruisseau Verreau, lac Dubois ;
- côté est : lac Berlinguet, ruisseau Berlinguet, ruisseau du Cajeux, rivière du Loup Ouest ;
- côté sud : rivière Wapous, lac Brochu, Petit lac Brochu, lac Déziel, lac du Déserteur ;
- côté ouest : lac Leclerc, baie Verreau, lac Magnan, lac Omina, lac McSweeney, lac Marmette.

Le ruisseau Oskatcickic prend naissance à l’embouchure du lac Perdu (longueur : 0,4 km ; altitude : 550 m). Ce lac est situé à 0,4 km au nord-ouest du sommet d’une montagne de 613 m et à 0,4 km au sud-est de la limite des comtés de Lac-St-Jean-Ouest et de Champlain. L’embouchure du lac est localisée à :
- 2,1 km à l'ouest du lac du Piège, lequel est traversé par la rivière Wapous ;
- 8,3 km au nord-est de l’embouchure du ruisseau Oskatcickic ;
- 13,6 km au nord-est de la confluence du ruisseau Barras avec une baie du lac Magnan.

À partir de l’embouchure du lac de tête, le cours du ruisseau Oskatcickic descend entièrement en zone forestière sur 13,8 km, selon les segments suivants :
- 1,3 km vers le sud en passant à l'ouest de la montagne, jusqu’à la décharge (venant de l’est) d’un lac non identifié ;
- 3,5 km vers le sud-ouest, jusqu’à la décharge (venant du nord) du lac aux Noix ;
- 1,9 km vers le sud-ouest, en traversant en fin de segment sur 0,8 km le lac Lindsay (longueur : 2,3 km ; altitude : 427 m), jusqu’à son embouchure ;
- 7,1 km vers le nord-ouest en formant un crochet vers le nord pour contourner par l'est une montagne (dont un sommet de proximité a une élévation de 534 m), jusqu’à l’embouchure de ce ruisseau[2].

La confluence du ruisseau Oskatcickic avec le ruisseau Barras est située à :
- 5,3 km au nord-est de la confluence entre le ruisseau Barras et lac Magnan ;
- 21,6 km au nord de la confluence du lac Magnan et du lac Brochu ;
- 40,3 km au nord-est du centre du village de Obedjiwan ;
- 47,7 km au nord-ouest du barrage Gouin ;
- 103 km au nord-ouest du centre du village de Wemotaci ;
- 187 km au nord-ouest du centre-ville de La Tuque ;
- 299 km au nord-ouest de l’embouchure de la rivière Saint-Maurice (confluence avec le fleuve Saint-Laurent à Trois-Rivières).

Le ruisseau Oskatcickic se déverse dans le canton de Lindsay dans un coude de ruisseau sur la rive sud du ruisseau Barras. À partir de cette confluence, le courant coule sur 74 km selon les segments :
- 7,0 km vers l'ouest jusqu’à la confluence du ruisseau Barras et d’une baie de la rive est du lac Magnan ;
- 22,0 km vers le sud-ouest en traversant la Passe Pirotew Pawctikw du lac Magnan jusqu’à sa confluence avec le lac Brochu ;
- 45,0 km vers le sud-ouest en traversant le lac Brochu et la baie Kikendatch jusqu’au barrage Gouin.

À partir du pied du barrage Gouin, le courant emprunte la rivière Saint-Maurice jusqu’à Trois-Rivières, où il se déverse dans le fleuve Saint-Laurent.

## Toponymie
Le terme Oskatcickic est d’origine autochtone.
Le toponyme ruisseau Oskatcickic a été officialisé le 31 mai 1984 à la Commission de toponymie du Québec.